# ده سفيد درويش (خومة)
ده سفید درویش (بالفارسية: ده سفید درویش) هي منطقة سكنية تقع في إيران في قسم خومة الریفي. يقدر عدد سكانها بـ 120 نسمة .